# Лаптоп
Лаптоп (енгл. laptop) или ноутбук (енгл. notebook) јесте рачунар релативно малих димензија који се може без проблема преносити и који обично тежи до три килограма. Лаптоп је старији термин који је представљен 1983. године. У преводу са енглеског име значи „у крилу“, тј. рачунар који се држи на на крилу. Ноутбук је мало новији назив представљен 1989. године. Лаптоп се обично напаја помоћу батерије или спољашњег исправљача који истовремено пуни батерију. Лаптоп рачунари могу имати исте могућности као и стони лични рачунари, али због уштеде на величини обично су мање моћни док им је при томе цена иста или већа. Већина хардверских делова за лаптоп и стоне рачунаре је иста, само што је хардвер за лаптопе доста мањи и предвиђен за пренос као и за мању потрошњу енергије, односно батерије. Скоро сви лаптопи имају ЛЦД монитор. Уз интегрисану тастатуру, често се налази и тачпед (енгл. touchpad), иако је могуће спојити спољашњу тастатуру и миша.
Највећи произвођачи лаптопа су:
-{
- Acer
- Apple
- ASUS
- Dell
- Gateway
- Hewlett-Packard (HP)
- Fujitsu
- Lenovo
- Panasonic
- Samsung
- Sony
- Toshiba

}-